# Carlo Aloisio del Liechtenstein
Carlo Aloisio del Liechtenstein (Deutschlandsberg, 16 settembre 1878 – Deutschlandsberg, 20 giugno 1955) è stato un politico austriaco.
Ricoprì il grado di rittmeister imperiale e reale fino alla fine della monarchia austro-ungarica e dal 1918 al 1920 fu temporaneamente amministratore statale del Liechtenstein.

## Biografia

### Famiglia
Il principe Carlo Aloisio era figlio del principe Alfredo del Liechtenstein e della principessa Enrichetta. Sposò civilmente il 31 marzo 1921 a Stoccarda Elisabetta, principessa di Urach e contessa di Württemberg. Le nozze religiose ebbero luogo il 5 aprile 1921 a Tegernsee.

## Discendenza
Carlo Aloisio del Liechtenstein ed Elisabetta di Urach ebbero due figli e due figlie:
- Wilhelm (1922-2006);
- Maria Josepha (1923-2005):
- Franziska (1930-2006);
- Wolfgang (1934).

## Ascendenza
|                                          |                                       |                                                      | Genitori                             |  |  | Nonni |  |  | Bisnonni                              |  |  | Trisnonni                              |  |
|                                          |                                       |                                                      |                                      |  |  |       |  |  | Giovanni I Giuseppe del Liechtenstein |  |  | Francesco Giuseppe I del Liechtenstein |  |
|                                          |                                       |                                                      |                                      |  |  |       |  |  | Giovanni I Giuseppe del Liechtenstein |  |  | Francesco Giuseppe I del Liechtenstein |  |
|                                          |                                       | Leopoldina di Sternberg                              |                                      |  |  |       |  |  | Giovanni I Giuseppe del Liechtenstein |  |  |                                        |  |
| Francesco di Paola del Liechtenstein     |                                       |                                                      |                                      |  |  |       |  |  | Giovanni I Giuseppe del Liechtenstein |  |  |                                        |  |
|                                          |                                       | Giuseppa di Fürstenberg-Weitra                       | Joachim Egon di Fürstenberg-Weitra   |  |  |       |  |  |                                       |  |  |                                        |  |
|                                          |                                       | Giuseppa di Fürstenberg-Weitra                       | Joachim Egon di Fürstenberg-Weitra   |  |  |       |  |  |                                       |  |  |                                        |  |
|                                          |                                       | Giuseppa di Fürstenberg-Weitra                       | Sofia Maria di Oettingen-Wallerstein |  |  |       |  |  |                                       |  |  |                                        |  |
| Alfredo del Liechtenstein                |                                       | Giuseppa di Fürstenberg-Weitra                       |                                      |  |  |       |  |  |                                       |  |  |                                        |  |
|                                          |                                       | Alfred Potocka-Piława                                | …                                    |  |  |       |  |  |                                       |  |  |                                        |  |
|                                          |                                       | Alfred Potocka-Piława                                | …                                    |  |  |       |  |  |                                       |  |  |                                        |  |
|                                          |                                       | Alfred Potocka-Piława                                | …                                    |  |  |       |  |  |                                       |  |  |                                        |  |
| Julia Eudoxia Potocka-Piława             |                                       | Alfred Potocka-Piława                                |                                      |  |  |       |  |  |                                       |  |  |                                        |  |
|                                          |                                       | Józefina Maria Czartoryska                           | …                                    |  |  |       |  |  |                                       |  |  |                                        |  |
|                                          |                                       | Józefina Maria Czartoryska                           | …                                    |  |  |       |  |  |                                       |  |  |                                        |  |
|                                          |                                       | Józefina Maria Czartoryska                           | …                                    |  |  |       |  |  |                                       |  |  |                                        |  |
| Carlo Aloisio del Liechtenstein          |                                       | Józefina Maria Czartoryska                           |                                      |  |  |       |  |  |                                       |  |  |                                        |  |
|                                          | Giovanni I Giuseppe del Liechtenstein | Francesco Giuseppe I del Liechtenstein               |                                      |  |  |       |  |  |                                       |  |  |                                        |  |
|                                          | Giovanni I Giuseppe del Liechtenstein | Francesco Giuseppe I del Liechtenstein               |                                      |  |  |       |  |  |                                       |  |  |                                        |  |
|                                          | Giovanni I Giuseppe del Liechtenstein | Leopoldina di Sternberg                              |                                      |  |  |       |  |  |                                       |  |  |                                        |  |
| Luigi II del Liechtenstein               | Giovanni I Giuseppe del Liechtenstein |                                                      |                                      |  |  |       |  |  |                                       |  |  |                                        |  |
|                                          |                                       | Giuseppa di Fürstenberg-Weitra                       | Joachim Egon di Fürstenberg-Weitra   |  |  |       |  |  |                                       |  |  |                                        |  |
|                                          |                                       | Giuseppa di Fürstenberg-Weitra                       | Joachim Egon di Fürstenberg-Weitra   |  |  |       |  |  |                                       |  |  |                                        |  |
|                                          |                                       | Giuseppa di Fürstenberg-Weitra                       | Sofia Maria di Oettingen-Wallerstein |  |  |       |  |  |                                       |  |  |                                        |  |
| Enrichetta del Liechtenstein             |                                       | Giuseppa di Fürstenberg-Weitra                       |                                      |  |  |       |  |  |                                       |  |  |                                        |  |
|                                          |                                       | Franz de Paula Joseph Kinsky von Wchinitz und Tettau | …                                    |  |  |       |  |  |                                       |  |  |                                        |  |
|                                          |                                       | Franz de Paula Joseph Kinsky von Wchinitz und Tettau | …                                    |  |  |       |  |  |                                       |  |  |                                        |  |
|                                          |                                       | Franz de Paula Joseph Kinsky von Wchinitz und Tettau | …                                    |  |  |       |  |  |                                       |  |  |                                        |  |
| Franziska Kinsky von Wchinitz und Tettau |                                       | Franz de Paula Joseph Kinsky von Wchinitz und Tettau |                                      |  |  |       |  |  |                                       |  |  |                                        |  |
|                                          |                                       | Therese von Wrbna und Freudenthal                    | …                                    |  |  |       |  |  |                                       |  |  |                                        |  |
|                                          |                                       | Therese von Wrbna und Freudenthal                    | …                                    |  |  |       |  |  |                                       |  |  |                                        |  |
|                                          |                                       | Therese von Wrbna und Freudenthal                    | …                                    |  |  |       |  |  |                                       |  |  |                                        |  |
|                                          |                                       | Therese von Wrbna und Freudenthal                    |                                      |  |  |       |  |  |                                       |  |  |                                        |  |